# Khanat de Kazan
1438–1552
Entités précédentes :
- Horde d'or

Entités suivantes :
- Tsarat de Russie

Le khanat de Kazan (tatar : Казан ханлыгы) est un État tatar qui a existé  de 1438 à 1552, occupant le territoire de l'ancienne Bulgarie de la Volga, à la confluence de la Kama et de la Volga. Sa capitale était Kazan.
Issu du démembrement de l'empire de la Horde d'or, il devient vassal de la grande-principauté de Moscou sous le règne d'Ivan III, puis, après une période de lutte entre les partisans des princes de Moscou et les partisans de l'indépendance, le khanat est annexé par Ivan IV.
Son territoire correspondait à ceux des actuels Tatarstan, république des Maris, Tchouvachie, Mordovie, et à des parties de l'Oudmourtie et de la Bachkirie.

## Géographie
Le khanat comprenait les territoires appartenant originellement aux Bulgares de la Volga : Duchés de Bolğar, Cükätäw, Kazan, Qaşan et autres régions. La Volga, la Kama et la Vyatka sont les principaux fleuves du khanat, ainsi que ses principales voies commerciales. La majorité de la population était des Tatars de Kazan (i.e. des musulmans bulgares ayant adopté la langue tatare). Ils ne s'identifiaient pas forcément comme Tatars; Nombre d'entre eux se considéraient simplement comme « musulmans » (l'islam était la religion d'État) ou « le peuple de Kazan ».
La noblesse féodale locale était composée de bulgares mais la cour et la garde du Khan de Kazan recrutait parmi les tatars des steppes (Kipchaks, et plus tard Nogais) qui vivaient à Kazan. Conformément aux traditions Gengiskhanides, les tribus turques locales étaient aussi appelées Tatars par la noblesse des steppes et, plus tard, par les élites russes. Une partie de la haute noblesse provenait de la Horde d'or, notamment les membres de quatre familles nobles dirigeantes : Arghin, Barin, Qipchaq, et Shirin.
Les sujets du Khan incluaient les Tchouvaches, Maris, Mordves, Tatar-Mishar, Oudmourtes, et Bachkirs. Les Permiens et certaines des tribus Komis étaient aussi incorporés au Khanat. Les Mishars sont arrivés durant la période de la Horde d'or et ont graduellement assimilé les résidents Finnois, Mordwes et Burtas. Certains des duchés Moshkas ne furent jamais contrôlés par Kazan mais gravitaient autour du khanat de Qasim ou de la Moscovie.

Carte du Khanat de Kazan vers 1540.

L'essentiel des terres du Khanat était couvert de forêts et seule sa partie sud avait un paysage de steppe. La principale population des steppes était les nomades Manghites, aussi connus sous le nom de Nogais, qui parfois reconnaissaient la loi du Khan de Kazan, mais plus souvent faisaient des raids sur les agriculteurs tatars et Tchouvaches, tel qu'ils le faisaient à l'époque de la Horde d'or. Plus tard les Nogais furent déplacés et remplacés par les Kalmouks. Plus récemment, cette zone fut colonisée par les Tatars, les Tchouvaches et les Russes, qui érigèrent des murs défensifs pour garder la frontière sud.

## Histoire
Les anciens territoires de la Bulgarie de la Volga (uhlan Kazan, « duché de Kazan ») peuvent avoir regagné une certaine indépendance lors de la désintégration de la Horde d'or au tournant du XVe siècle. La principauté était indépendante et maintint une dynastie de dirigeants Bolgars. Quel qu'ait été le statut de ce proto-État, le fondateur du Khanat fut Olug Moxammat. C'est en 1437 ou 1438 qu'il assuma le titre de Khan et usurpa le trône de Kazan avec l'aide de quelques nobles locaux. Il a été suggéré que le transfert de pouvoir de la dynastie locale bolgar à Moxammat ne sera finalisée que par son fils Maxmud in 1445.[pas clair]
Tout au long de son histoire, le khanat fut en proie aux troubles civils et aux luttes pour le trône. Les khans furent remplacés 19 fois en 115 ans. Il y eut au total quinze khans régnants, certains accédant au trône plusieurs fois. Le khan était souvent élu parmi la descendance de Genghis Khan par la noblesse vernaculaire et parfois les citoyens eux-mêmes.

### Débuts (1438-1487)
Durant le règne d'Olug Mohammat et de son fils Mahmud, les forces de Kazan lancèrent de nombreux raids contre la Moscovie et ses vassaux. Vassili II de Russie, engagé dans la grande guerre féodale contre son cousin, est battu à la bataille de Souzdal le 7 juillet 1445 et est obligé de payer rançon au khan de Kazan d'un montant de 200 000 roubles selon les chroniqueurs de Novgorod,.

### Relations avec la principauté de Moscou de 1487 à 1545
En juillet 1487, le grand-prince Ivan III de Moscou occupe Kazan et installe un nommé Mehmet-Amin (Möhämmädämin) sur le trône. À partir de ce moment, le khanat est un protectorat de Moscou, et les marchands russes sont autorisés à commercer librement à travers tout le territoire.
Les partisans d'une union avec l'Empire ottoman et le khanat de Crimée tentent d'exploiter les griefs de la population pour provoquer des révoltes en 1496, 1500 et 1505, sans résultat.
En 1521, Kazan sort de la domination de Moscou en concluant[Qui ?] un traité d'alliance avec le khanat d'Astrakhan, le khanat de Crimée et la Horde Nogaï.
Les forces du khan Muhamed Giray et de ses alliés de Crimée attaquent la grande-principauté de Moscou et capturent plus de 150 000 esclaves[réf. nécessaire].
Les chroniques russes enregistrent environ quarante attaques des khans de Kazan contre le territoire russe (principalement dans les régions de Nijni Novgorod, Mourom, Kirov, Vladimir, Kostroma, Galitch) durant la première moitié du XVIe siècle.

### Lutte entre Safâ Giray et Şahğäli (1545-1552)
Le renforcement de la Crimée déplut aux partisans du prince de Moscou dans le khanat de Kazan, et certains de ces nobles provoquèrent une révolte en 1545, qui déposa Safâ Giray. Un partisan de Moscou, Şahğäli, occupa le trône. Les années suivantes, Moscou organisa plusieurs campagnes pour prendre le contrôle de Kazan, mais sans succès.
Avec l'aide des Nogays, Safâ Giray remonta sur le trône. Il exécuta soixante-quinze nobles, et le reste de l'opposition s'échappa en Russie. En 1549, il mourut, et son fils de trois ans Ütämeşgäräy fut reconnu comme khan. Sa régente, et dirigeante de facto du Khanat, fut sa mère Söyembikä. L'administration de l'Uhlan Qoşçaq gagna en indépendance sous sa direction.
À ce moment, les proches de Safâ Giray (dont Devlet Ier Giray) étaient en Crimée. Sous le gouvernement Qoşçaq, les relations avec la Russie continuaient d'empirer. Au début de 1551 un groupe de nobles en disgrâce invita un partisan du tsar Ivan le Terrible, Şahğäli, pour la seconde fois.
Au même moment, les terres à l'est de la Volga (Taw yağı) furent cédées à la Russie. Ütämeşgäräy, accompagné de sa mère, fut envoyé dans une prison moscovite. Şahğäli occupa le trône de Kazan jusqu'en février 1552. Des éléments anti-Moscou du gouvernement de Kazan exilèrent Şahğäli et invitèrent le prince d'Astrakhan Yadiger Mohammed, en compagnie des Nogays, pour les aider.

### Siège et prise de Kazan par Ivan IV (1552)
Le 16 juin 1552, Ivan IV se dirigea avec une armée d'environ 150 000 hommes vers Kolomna. Ils mirent en déroute les Tatars de Crimée près de Toula, avant de se tourner vers l'est.
Les forces russes comportent des streltsy, de la cavalerie et de l'artillerie, notamment cent cinquante canons avec des tours de siège, et des sapeurs. Ils s'opposent à une garnison tatare de 10 000 cavaliers provenant de la Horde Nogaï, dirigée par le khan de Kazan, et des troupes extérieures venues briser le siège, avec environ 20 000 hommes.
Kazan est assiégée par les forces d'Ivan IV installé au château de Sviajsk. En août 1552, les Russes défirent les troupes tatares locales, brûlèrent Archa et quelques châteaux. Après deux mois de siège, la coupure d'approvisionnement en eau de la ville par le travail des sapeurs et la destruction des murs de la citadelle, le 3 octobre, les Russes entrèrent dans la ville. Certains défenseurs arrivèrent à s'échapper mais la plupart furent passés par l'épée. Yadiger Mohammed fut emprisonné, la population fut réduite à l'esclavage et les fortifications furent rasées. Les Chroniques de Kazan (sujettes à caution) rapportent près de 110 000 morts, civils et militaires, et la libération de 60 000 à 100 000 Russes captifs du Khanat.
Après la chute de Kazan, des territoires tels que l'Oudmourtie et la Bachkirie se soumettent à la Russie. L'administration du khanat fut détruite ; les nobles neutres et partisans de Moscou gardent leurs terres, mais les partisans de l'ancien khanat sont exécutés. Les Tatars sont ensuite réimplantés loin des rivières et des routes, et surtout loin de Kazan. Les terres libres sont colonisées par des Russes et parfois des Tatars pro-russes. Des prêtres orthodoxes comme Hermogènes forcent de nombreux Tatars à la conversion[réf. nécessaire].

### Résistances (1552-1556)
Jusqu'en 1556, une partie de la population continue de résister à la domination russe. Des gouvernements rebelles se forment à Chalem et Mishatamaq, forteresses tatares construites durant les guerres russo-tatares. Tandis que les Nogays, sous Ğäli Äkräm, razzient la population rurale, la coalition est ruinée[pas clair]. Après une répression brutale contre les rebelles, leurs commandants sont exécutés.
Selon certaines estimations[réf. nécessaire], la population de l'ancien khanat se réduisit de plusieurs milliers durant les guerres. Les Russes entreprennent la russification et la christianisation des Tatars et des autres peuples.
La région est appelée « tsarat de Kazan » jusqu'en 1708, date de la création du gouvernement de Kazan.
Le khanat de Kazan aurait été restauré durant le Temps des Troubles avec l'aide de populations russes, mais les forces du tsar dirigées par Kuzma Minin auraient maté la rébellion.[pas clair]

## Caractéristiques du khanat

### Économie
La population urbaine du Khanat produisait de l'argile, du bois et des objets manufacturés en métal, du cuir, des armures, des charrues et des bijoux. Les villes principales étaient Kazan, Arça, Cükätaw, Qasan|Qaşan, Çallı, Alat et Cöri. La population urbaine commerçait aussi avec les peuples d'Asie centrale, du Caucase et de Russie. Au XVIe siècle, la Russie est devenue le principal partenaire commercial de Kazan et le Khanat intègre le système économique de Moscou. Les marchés les plus importants étaient le Bazar Taşayaq à Kazan et le "Markiz Isle fair" sur la Volga. La propriété agricole était basée sur le söyurğal et les états héréditaires.

### Société
L'État était gouverné par le khan. Ses actions étaient basées sur les décisions et consultations d'un conseil du cabinet ou Divan. La noblesse comprenait les rangs de bäk (beg), ämir (émir) et morza. Les états militaires consistaient en uğlan (uhlan), bahadir, içki). Le clergé musulman jouait aussi un rôle majeur. Ils étaient divisés en säyet, şäyex (cheikh), qazí (cadi) et imams. Les oulémas ou clergé jouaient un rôle judiciaire et maintenaient les madrassas et les maktab (écoles).
La majorité de la population était des qara xalıq (hommes noirs) : une population de musulmans libre. Les terres féodales étaient le plus souvent colonisées par des çura (serfs). Les prisonniers de guerre étaient habituellement vendus en Turquie ou en Asie centrale. Occasionnellement ils étaient vendus à l'intérieur du Khanat comme esclaves (qol) ou parfois installés sur les terres féodales pour y devenir çura plus tard. La population non-musulmane du khanat devait payer le yasaq.

### Administration et armée

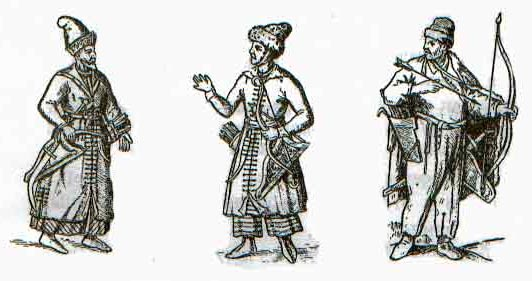
Soldats tatars.

Le khanat était divisé en cinq daruğa (directions) : Alat, Arça, Gäreç, Cöri et Nuğay. Ils remplacèrent les « duchés » desquels le Khanat tirait son origine. Certains seigneurs féodaux déclarèrent sporadiquement leur indépendance de Kazan mais de telles tentatives seront promptement réprimées.
L'armée du Khanat était constituée de l'armement et des hommes des darughas et des États vassaux, des gardes du khan et des troupes de la noblesse. Le nombre de soldats ne fut jamais constant, variant de 20 000 à 60 000. Le plus souvent des troupes de Nogay, du khanat de Crimée et de Russie servaient aussi les Khans de Kazan. Des armes à feu (arquebuses) ont été utilisées pour la défense des murs de Kazan.

### Culture

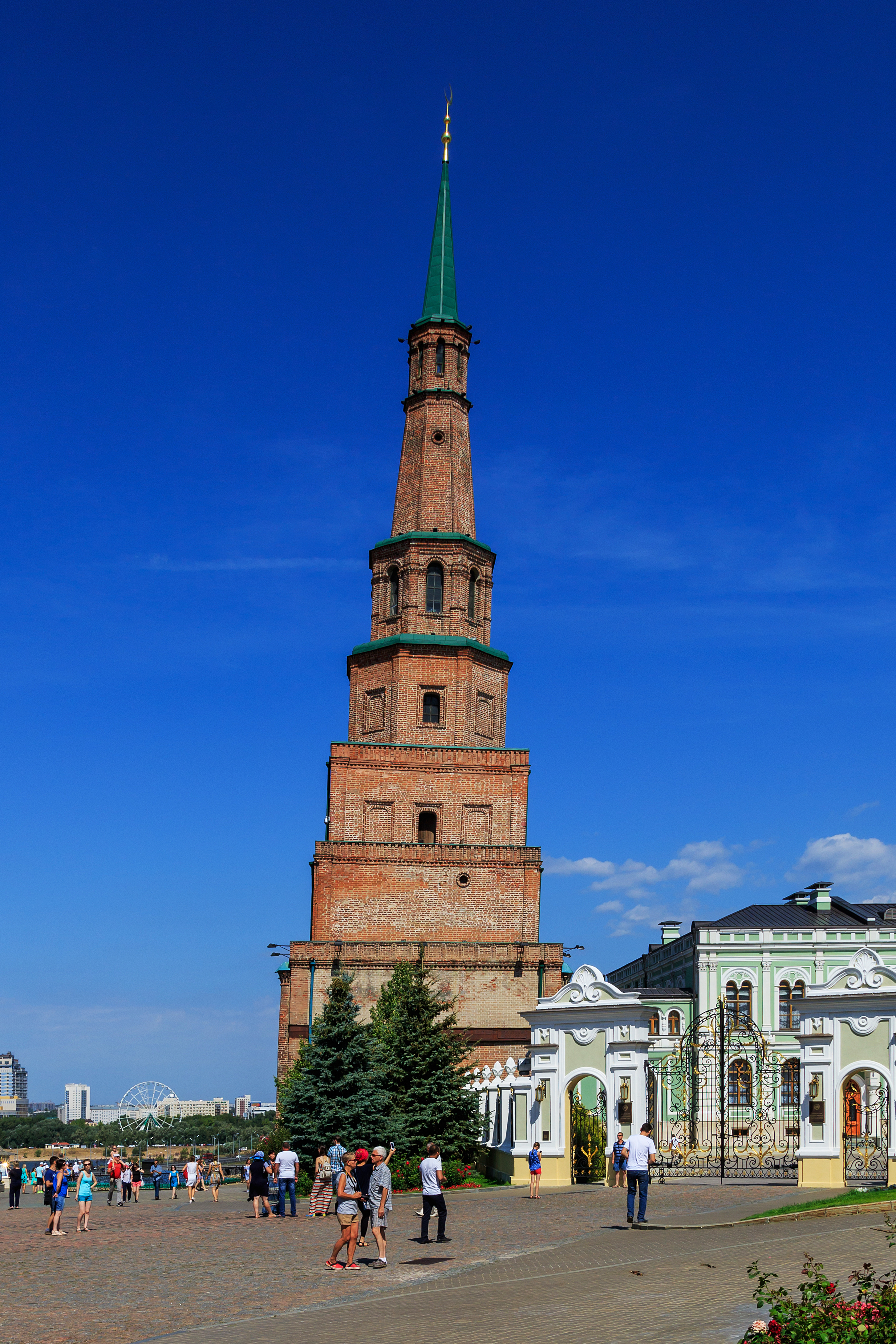
La tour Söyembikä à Kazan présente des caractéristiques communes avec l'architecture médiévale de Kazan.

En général, la culture du khanat de Kazan descendait de celle de la Bulgarie de la Volga. Des éléments culturels de la Horde d'or étaient aussi présents dans les cercles nobles.
Une large fraction de la population urbaine était alphabétisée. De grandes librairies étaient présentes dans les mosquées et les madrassas. Kazan devint un centre de science et de théologie.
Bien que l'influence islamique soit prédominante, la littérature laïque se développe. Les poètes les plus importants furent Möxämmädyar, Ömmi Kamal, Möxämmädämin, Ğärifbäk et Qolşärif. Möxämmädyar rénova la poésie traditionnelle de Kazan et ses vers étaient très populaires.
À la suite de l'émergence de Kazan comme centre économique majeur dans les années 1430, la ville de Bolgar conserva seulement sa fonction de lieu sacré.
L'architecture du khanat est caractérisée par des pierres blanches et des bois sculptés.

## Liste des khans de Kazan
- 1438-1445 : Olug Moxammat (Ulugh Mohammed (en))
- 1446-1460 : Maxmud (Mahmudek (en)), son fils ;
- 1460-1460 : Khalil (en), son fils
- 1460-1479 : Ibrahim (en), son frère
- 1479-1484 : Ilham (en), fils de Khalil (1) ;
- 1484-1485 : Möxämmädämin (en) (Mohammed Amin), son frère (1) ;
- 1485-1487 : Ilham (en) (2)
- 1487-1487 : Abd el letif (en), son frère (1) :
- 1487-1496 : Möxämmädämin (en) (Mohammed Amin) (2)
- 1496-1497 : Mamuk (en) (usurpateur),
- 1497-1502 : Abd el letif (en) (2)
- 1502-1519 : Möxämmädämin (en) (Mohammed Amin) (3)
- 1519-1521 : Şahğäli (Shah Ali (en)) (1)
- 1521-1524 : Sahib Ier Giray fils de Mengli Giray
- 1524-1531 : Safâ Giray (en), petit-fils de Mengli Giray ;
- 1531-1535 : Djan Ali (en), frère de Shah Ali
- 1535-1546 : Safâ Giray (en) (2)
- 1546-1546 : Şahğäli (Shah Ali (en)) (2)
- 1546-1549 : Safâ Giray (en) (3)
- 1549-1551 : Ütämeşgäräy (en) (Utemish Giray) son fils ;
  - 1549-1551 : Söyembikä, régente, sa mère ;
- 1551-1552 : Şahğäli (Shah Ali (en)) (3)
- 1552-1552 : Yadiger Mohammed